# مارسيل نيدينغ
مارسيل نيدينغ (بالألمانية: Marcel Ndjeng)‏ (6 مايو 1982 ببون في ألمانيا - ) هو لاعب كرة قدم ألماني في مركز الوسط. شارك مع منتخب الكاميرون لكرة القدم. أما مع النوادي، فقد لعب مع أرمينيا بيليفيلد وبادربورن 07 وبوروسيا مونشنغلادباخ وفورتونا دوسلدورف ونادي آوغسبورغ ونادي كولن ونادي هامبورغ ونادي هرتا برلين وBorussia Mönchengladbach II ‏ ونادي كولن 2 ‏ وArminia Bielefeld II ‏ ونادي هامبورغ 2 ‏.

## وصلات خارجية
- مارسيل نيدينغ على موقع قاعدة بيانات كرة القدم.إي يو (الإنجليزية)
- مارسيل نيدينغ على موقع بيانات كرة القدم. دي إي (الألمانية)
- مارسيل نيدينغ على موقع ناشيونال فوتبول تيمز (الإنجليزية)
- مارسيل نيدينغ على موقع Soccerway.com (الإنجليزية)
- مارسيل نيدينغ على موقع عالم كرة القدم.نت (الإنجليزية)
- مارسيل نيدينغ على موقع AS.com (الإسبانية)